# Ramaz Szengelia
Ramaz Szengelia, gruz. რამაზ შენგელია, ros. Рамаз Александрович Шенгелия, Ramaz Aleksandrowicz Szengielija (ur. 1 stycznia 1957 w Kutaisi, Gruzińska SRR, zm. 21 czerwca 2012 w Tbilisi) – gruziński piłkarz, grający na pozycji napastnika – reprezentant Związku Radzieckiego.

## Kariera piłkarska

### Kariera klubowa
Był wychowankiem klubu Torpedo Kutaisi, w którym najpierw grał w drużynach juniorskich i młodzieżowych, a w 1973 został włączony do kadry pierwszego zespołu, a następnie zadebiutował w radzieckiej pierwszej lidze. W 1977 przeszedł do Dinama Tbilisi, który występował w Wyższej lidze i z którym wywalczył największe sukcesy: Mistrzostwo ZSRR w 1978, Puchar ZSRR w 1979 oraz europejski Puchar Zdobywców Pucharów w 1981. W 1989 wyjechał do Szwecji, gdzie bronił barw drugoligowych klubów Östers IF Växjö i IFK Holmsund, a w 1990 zakończył karierę piłkarską.

### Kariera reprezentacyjna
W reprezentacji ZSRR zadebiutował 28 marca 1979 w wygranym 3:1 towarzyskim meczu z Bułgarią, w którym strzelił jednego gola. W 1980 zdobył Młodzieżowe Mistrzostwo Europy, a także został królem strzelców tego turnieju z 3 bramkami. Uczestniczył w turnieju finałowym Mistrzostw Świata 1982 w Hiszpanii.

## Życie prywatne
Po zakończeniu kariery piłkarskiej wrócił do Gruzji, gdzie pracował w Gruzińskim Związku Piłki Nożnej. Zajmował stanowisko dyrektora technicznego reprezentacji Gruzji. Był żonaty, miał syna, który był zawodnikiem Torpeda Kutaisi, i córkę. Okazjonalnie występował w reprezentacji weteranów Gruzji. Zmarł 21 czerwca 2012 w Tbilisi

## Sukcesy i odznaczenia

### Sukcesy klubowe
- Mistrz ZSRR: 1978
- Zdobywca Pucharu ZSRR: 1979
- Zdobywca Pucharu Zdobywców Pucharów: 1981

### Sukcesy reprezentacyjne
- Mistrz Europy U-21: 1980

### Sukcesy indywidualne
- Król strzelców Mistrzostw ZSRR: 1981 (23 bramki)
- Wybrany najlepszym piłkarzem Mistrzostw ZSRR w 1979 i 1981
- 5-krotnie wybrany do listy 33 najlepszych piłkarzy ZSRR: 1977-1981

### Odznaczenia
- tytuł Mistrza Sportu ZSRR: 1978
- tytuł Mistrza Sportu Klasy Międzynarodowej: 1980
- tytuł Zasłużonego Mistrz Sportu ZSRR: 1981